# Bolesław Gidziński
Bolesław Gidziński pseud. Twardy (ur. 1910 we Włodzimierzu Wołyńskim, zm. 30 kwietnia 1943 w lasach nad Pilicą) – działacz komunistyczny, oficer Gwardii Ludowej (GL).

## Życiorys
Ukończył szkołę powszechną i pracował jako szewc. W wieku 18 lat wstąpił do KPP. Brał udział w ogólnopolskim strajku robotników skórzanych, za co został aresztowany w Warszawie. 
W latach 1940−1941 działał w Stowarzyszeniu Przyjaciół ZSRR, a następnie w Związku Walki Wyzwoleńczej (ZWW), gdzie był sekretarzem dzielnicy Śródmieście. Po powstaniu PPR objął w niej analogiczną funkcję; wstąpił też do GL. Utworzył Wydział Zaopatrzenia i Broni sztabu Głównego GL; w swoim mieszkaniu urządził skład broni, punkt spotkań i drukarnię PPR. Założył wraz z żoną Komitet Pomocy Ofiarom Faszyzmu. Współpracował z Franciszkiem Zubrzyckim „Małym Frankiem” i brał udział w organizowaniu pierwszego oddziału partyzanckiego GL, im. Stefana Czarnieckiego. 
15 lipca 1942 roku otrzymał pochwałę i stopień oficera Sztabu Głównego GL. Na przełomie września i października 1942 roku, po masowych aresztowaniach komunistów, opuścił Warszawę i walczył w oddziale partyzanckim na Kielecczyźnie, gdzie zginął w walce z Niemcami.

## Upamiętnienie
W listopadzie 1961 roku jego imieniem nazwano ulicę w Warszawie, w obecnej dzielnicy Włochy.